# ITunes Originals – 3 Doors Down
iTunes Originals – 3 Doors Down – album 3 Doors Down z serii iTunes Originals, wydany 18 lipca 2006 roku. Stanowi on częściowo album z największymi przebojami grupy, jednak zawiera nowe wersje dobrze znanych piosenek, nagranych specjalnie dla iTunes Originals. Wydawnictwo zawiera także komentarze artystów dotyczące ich muzyki oraz życia prywatnego.

## Lista utworów
1. "iTunes Originals"
2. "Let Me Go"
3. "We Started Out as a Trio"
4. "Loser"
5. "A Special Song"
6. "Kryptonite"
7. "Have Something to Shoot For"
8. "Be Like That"
9. "Contrary to Popular Belief"
10. "When I'm Gone"
11. "I Was Missing My Baby"
12. "Here without You"
13. "Being in the Dark"
14. "Away from the Sun"
15. "He'd Have Been Proud"
16. "That Smell"
17. "Three Major Set Backs"
18. "Behind Those Eyes"
19. "Coming Out of the Dark"
20. "The Real Life"
21. "Improved Communication"
22. "Here by Me"
23. "Live for Today"